# 西池乡
西池乡，是中华人民共和国山西省长治市上党区下辖的一个乡镇级行政单位。

## 行政区划
西池乡下辖以下地区：
西池村、东池村、南池村、小河村、北仙泉村、南仙泉村、申川村、沙峪村、西故县村、东故县村、北宋壁村、河头村、彭家村、坟上村、长井头村和周南村。